# Дарко Даничић
Дарко Даничић је српски песник, рођен 21. јануара 1961. године у Љигу.
Гимназију је завршио у Лазаревцу, а дипломирао на Машинском факултету у Београду. Магистрирао и докторирао на Рударско – Геолошком факултету у Београду. Осим књига песама, аутор је и бројних критика у књижевним часописима. Живи у Лазаревцу.
Члан је Српског књижевног друштва.

## Објављене књиге песама
- , БИГЗ 1999. године,
- Црно мастило сипе, БИГЗ 2000. године,
- Дванаест свећа, Народна књига, 2007. године,
- С друге стране тишине, Повеља, 2013. године.